# Tiến Dũng
Tiến Dũng is een xã in huyện Yên Dũng, een district in de Vietnamese provincie Bắc Giang.
Tiến Dũng ligt op de zuidelijke oever (rechter oever) van de Thương.